# Dicranomyia lacroixi
Dicranomyia lacroixi är en tvåvingeart som beskrevs av Alexander 1926. Dicranomyia lacroixi ingår i släktet Dicranomyia och familjen småharkrankar. Inga underarter finns listade i Catalogue of Life.